# Paulo Bonavides
Paulo Bonavides (Patos, 10 de maio de 1925 — Fortaleza, 30 de outubro de 2020) foi um jurista, jornalista e cientista político brasileiro. Reconhecido nacional e internacionalmente como um dos principais constitucionalistas do Brasil, foi professor emérito da Universidade Federal do Ceará e membro da Academia Cearense de Letras, ocupando a cadeira de número 17. Foi condecorado com a medalha do Mérito Eleitoral, concedida pelo Tribunal Regional Eleitoral do Amapá. 

## Biografia
Iniciou seus estudos jurídicos em 1943 na Faculdade Nacional de Direito da Universidade Federal do Rio de Janeiro, onde bacharelou-se em 1948. Durante a graduação, realizou curso de extensão em Sociologia Jurídica em Harvard, entre 1944 e 1945.
Foi professor do Seminário Românico da Universidade de Heidelberg no início dos anos 1950. No Brasil, começou a lecionar no ensino superior em 1956 na Universidade Federal do Ceará, onde passaria a ministrar a cátedra de Teoria Geral do Estado. Como professor visitante, atuou na Universidade de Colônia, na Universidade do Tennessee e na Universidade de Coimbra.

Casou-se com Yeda Satyro Benevides, com quem teve sete filhos (Paulo, Márcio, Clóvis, Vera, Gláucia, Doralice e Marília).

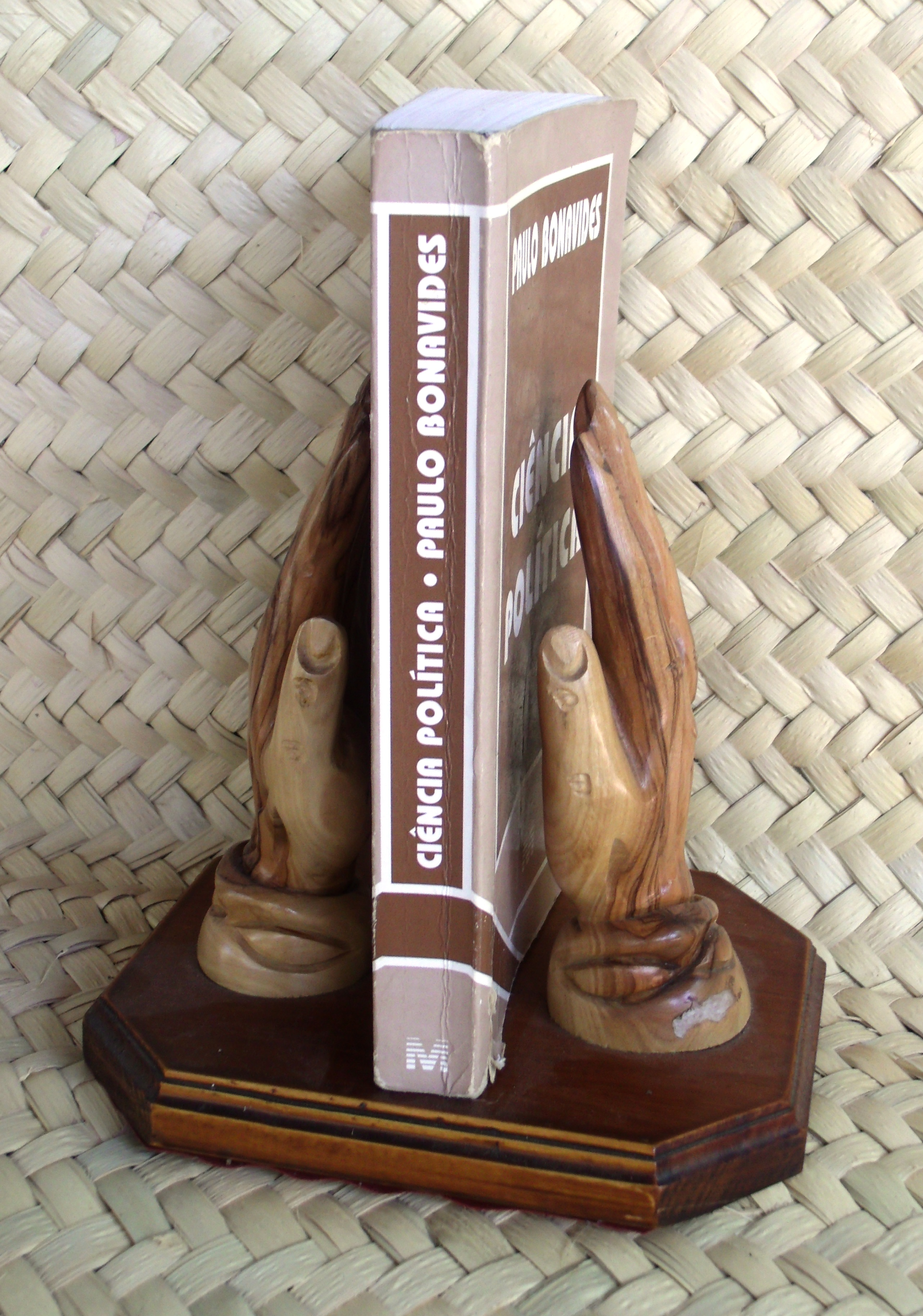
Ciência Política, uma das obras do autor.

## Legado
Sobre a obra de Paulo Bonavides, existem várias fontes a serem consultadas, destacando-se a sua biografia, Paulo Bonavides, escrita por Antonio Carlos Klein; e a tese de Livre Docência do professor Dimas Macedo: El Pensamiento Político de Paulo Bonavides, publicada no Brasil pela Editora Malheiros com o titulo Estado de Direito e Constituição - O Pensamento de Paulo Bonavides.

## Homenagens
Por sua influência no pensamento jurídico nacional e internacional, foi agraciado com o título Doutor Honoris Causa pela Universidade de Lisboa e pela Universidade de Fortaleza. 
Recebeu a Medalha Rui Barbosa (Ordem dos Advogados do Brasil), o Grande-Colar do Mérito (Tribunal de Contas da União), a Medalha Teixeira de Freitas (Instituto dos Advogados Brasileiros), a Medalha da Abolição (Governo do Ceará), a Medalha Clóvis Beviláqua (TJCE). Medalha do Mérito Eleitoral (TRE/AP).

## Obra
- Direito Constitucional, 1980
- Norma Jurídica e Análise Lógica: Correspondência Kelsen-Klug, 1984
- Política e Constituição, 1985
- Constituinte e Constituição, 1986.
- Demócrito Rocha: Uma Vocaçao Para a Liberdade, 1988.
- História Constitucional do Brasil (com Paes de Andrade), 1988.
- A Constituição Aberta, 1993
- Curso de Direito Constitucional, 1993
- Do País Constitucional ao País Neocolonial, 1999.
- Teoria Constitucional da Democracia Participativa, 2001.
- Os Poderes Desarmados, 2002.
- La Depoliticizzazione Della Legittimità. Lece: Editore Pensar, 2007.
- Constitutuição e Normatividade dos Princípios, 2012.